# Anton Pohlmann
Anton Pohlmann (né le 6 mai 1829 à Retsch et mort le 31 octobre 1891 à Heilsberg) est un théologien et député du Reichstag.

## Biographie
Pohlmann étudie aux écoles secondaires de Rößel et Braunsberg et au lycée de Braunsberg. Il étudie la théologie à l'université de Breslau, où il obtient son doctorat en 1862. Il est ensuite en congé pendant un an pour des voyages scientifiques en Italie et en 1869, il devient professeur au lycée royal Hosianum à Braunsberg et archiprêtre à Heilsberg. De 1867 à 1870, il est député du Reichstag de la Confédération de l'Allemagne du Nord, où il appartient initialement à l' Association libre conservatrice. À ce titre, il est également membre du Parlement des douanes de 1868 à 1870. Entre 1874 et 1881, il est député du Reichstag pour la 6e circonscription de Königsberg (Braunsberg-Heilsberg) avec le Zentrum.